# Schwesternhaus in der Meterstraße

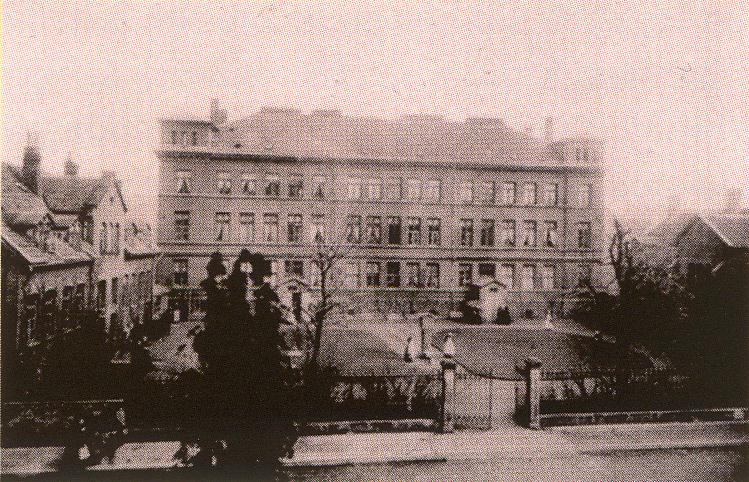
Um 1900: Blick über den Garten zum Gebäude des Damenstiftes Schwesternhaus in der Meterstraße

Das Schwesternhaus in der Meterstraße von Hannover diente einem Mitte des 19. Jahrhunderts gegründeten Damenstift, aus dem die spätere Altenwohnanlage Senior-Bödeker-Stift hervorging. Standort des Gebäudes für fast hundert Jahre war die Meterstraße nahe der Sextrostraße im heutigen Stadtteil Südstadt.

## Geschichte
Zu Beginn der in den 1830er Jahren einsetzenden Industrialisierung im Königreich Hannover gründete der an der Marktkirche tätige Pastor Hermann Wilhelm Bödeker zahlreiche soziale Hilfseinrichtungen vor allem für von Armut bedrohte Menschen in der seinerzeitigen Residenzstadt Hannover. Zu einem seiner bevorzugten Projekte zählte die Errichtung eines Schwesternhauses, das Bödeker als „Asyl für unbemittelte alternde Jungfrauen des Mittelstandes“ in den Jahren 1847 bis 1848 gründete.
Durch die Ausgabe von Aktien konnte Bödeker ein Grundstück unter der – heutigen – Adresse Meterstraße 27 finanzieren und dort am 5. Dezember 1848 schließlich das neu erbaute „Damenstift Schwesternhaus“ einweihen. Es bot anfangs 37 Stiftsdamen Wohnraum. Aufnahme-Bedingung war ein unbescholtener Ruf, ein Mindestalter von 25 Lebensjahren sowie die evangelische Konfession.

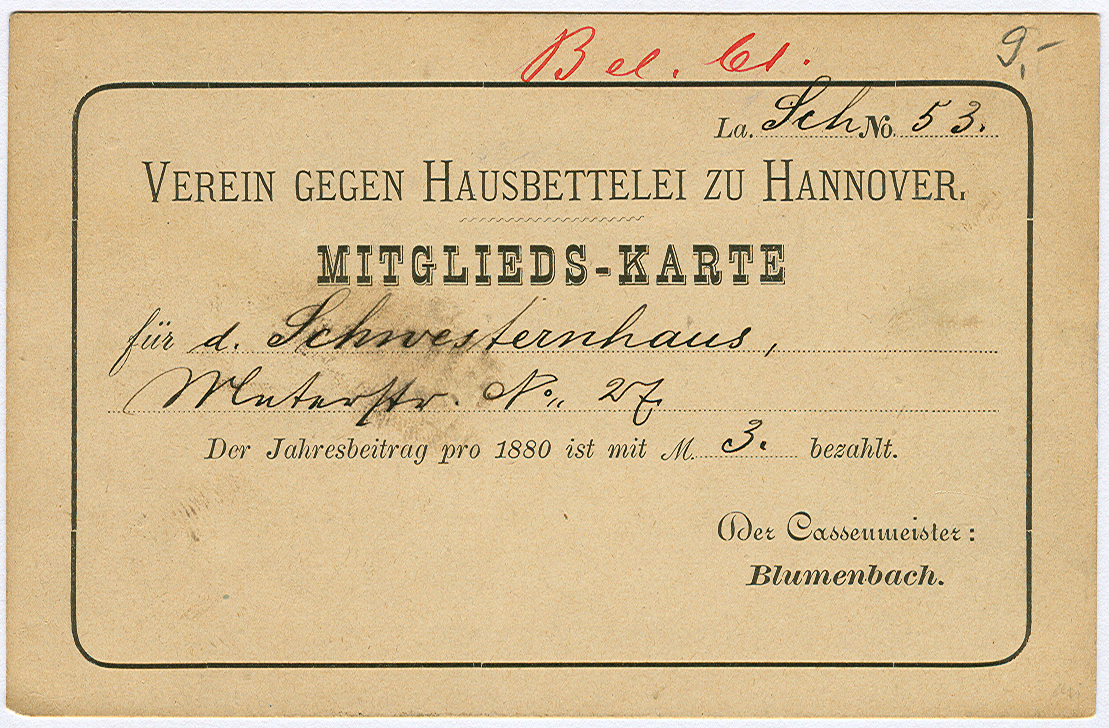
Mitgliedskarte des Schwesternhauses in der Meterstraße 27 im Verein gegen Hausbettelei, um 1880

Nachdem in der Gründerzeit des Deutschen Kaiserreichs Ende 1880 Anfang 1881 das alte Ständehaus an der Georgstraße in Hannover abgerissen worden war, wurde dessen aus Eisenguss gefertigtes Gitter von der der Osterstraße zugewandten Gartenseite der auch landschaftliches Haus genannten Einrichtung für die Einfriedung des Gartens des Schwesternhauses an der Meterstraße und der Sextrostraße transloziert.
1894 beschloss der Verwaltungsrat des Stifts einen Neubau, der dann 1897 an der Schwesternhausstraße eingeweiht werden konnte.
Das Gebäude in der Meterstraße wurde – ebenso wie die vom Ständehaus umgesetzte Gittereinfriedung – durch die Luftangriffe auf Hannover im Zweiten Weltkrieg ein Opfer der Fliegerbomben.
Die heutige Nachfolge-Einrichtung ist – nach dem Schwesternhaus in der Schwesternhausstraße – das Senior-Bödeker-Stift im hannoverschen Stadtteil Kirchrode, Brabeckstraße 92.

## Archivalien
Archivalien von und über das Schwesternhaus in der Meterstraße finden sich beispielsweise
- in der Foto- und Graphikensammlung des Historischen Museums Hannover unter dem Stichwort Meterstraße 27[2]